# شموئيل يوسف عجنون
شموئيل يوسيف عگنون (بالعبرية: שמואל יוסף עגנון)، (17 يوليو 1888م - 17 فبراير 1970م)، أو باسمه المختصر شاي عگنون (ש"י עגנון)، واسمه الأصلي صامويل يوزيف تشاتشكيس (بالبولندية: Samuel Josef Czaczkes)‏ كان كاتبًا يهوديا إسرائيليا أوكراني الأصل، حاز على جائزة نوبل في الآداب في 1966 مع الكاتبة اليهودية السويدية نيلي زاكس.

## حياته
ولد عجنون في 1888م في مدينة بوتشاتش (Buczacz) بمحافظة غاليتسيا جنوبي أوكرانيا وكان اسم عائلته الأصلي تشاتشكس (باليديشية: טשאַטשקעס، بالبولندية: Czaczkes). أبوه كان مؤهلا لمنصب حاخام ولكنه تنازل عن هذا المنصب واشتغل كتاجر فراء. اقتنى عجنون التعليم الأساسي من أهله ولم يسجل في أية مدرسة. عندما كان في الثامنة من عمره تمكن من الكتابة بلغتي اليديشية والعبرية. في ال15 من عمره نشر أول قصيدة له باليديشية، وفي السنة اللاحقة نشر أول قصيدة بالعبرية.
بين 1906م و1907م عمل مساعدا لمحرر الصحيفة اليهودية البولندية باللغة اليديشية «الموقظ اليهودي» ("דער יודישע וועקער") حيث نشر بعض أعماله الأدبية الأولى.
تأثر عجنون من أفكار الحركة الصهيونية التي شاعت في المجتمعات اليهودية الأوروبية في بداية القرن ال20، فهاجر إلى فلسطين في 1907. عاش عجنون في يافا والقدس حيث غير أسلوب حياته وصار علمانيا لفترة معينة، ولكنه اعتنق أسلوب الحياة الديني من جديد في فترة لاحقة. في 1908 نشر قصة «عجونوت» («النساء المخذولات») باللغة العبرية واستخدم اسم عجنون لأول مرة نسبة إلى عنوان القصة. كان هذا الاسم يرافقه كاسم مستعار منذ نشر هذه القصة، أما في 1924 فجعله اسمه الرسمي. ترجمت قصة «عجونوت» إلى اللغة الألمانية في 1910م. في 1912م نشر عجنون أول رواية له بعنوان «ويصير المعوج مستقيما» (عنوان الكتب مأخوذة من سفر إشعيا 40، 4).
في 1913م هاجر عجنون إلى ألمانيا حيث تعرف إلى السيدة إستير ماركس وتزوج منها في 1920م. في ألمانيا التقى عجنون رجل الأعمال اليهودي زلمان شوكن الذي أصبح وليّا له. كان شوكن يملك دارا للنشر، وفي 1939م اشترى صحيفة هآرتس الصادرة في تل أبيب، فكان يعيل عجنون وينشر كتبه وقصصه.
في الأعوام 1927 إلى 1942 كان عجنون عضوًا في «لجنة اللغة العبرية» التي كانت تعنى بتطوير اللغة العبرية الناشئة، وكذلك في «أكاديمية اللغة العبرية» التي تأسست عام 1953.
من ألمانيا تعاون عجنون مع الفيلسوف اليهودي النمساوي مارتين بوبر (الذي هاجر إلى القدس في 1938) في جمع ونشر حكايات شعبية من الطوائف اليهودية الحسيدية.
في 1924م فقد عجنون مخطوطاته في حريق اشتعل في منزله في ألمانيا، وفي نفس السنة قرر الهجرة إلى فلسطين حيث استقر في القدس في حارة في الجزء الجنوبي من المدينة وأمضى فيها سائر حياته. دمرت مكتبة عجنون وفقد ثانية الكثير من مخطوطاته في أحداث البراق عام 1929 إثر هجوم الفلسطينيين على حارة تلبيوت.

## وفاته

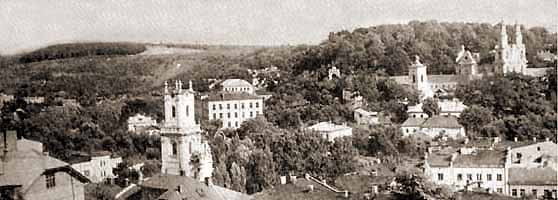
بوكزاكز ، مسقط رأس أجنون

توفي عجنون في القدس في 17 فبراير 1970

## مؤلفاته
بين 1931م و1945م نشر عجنون أشهر رواياته وهي:
- «طلعة العروس» (הכנסת כלה بالنسخة العبرية الأصلية، أو The Bridal Canopy في الترجمة إلى الإنكليزية) الذي يتناول رجل يهودي في محافظة غاليتسيا البولندية يتجول بين القرى اليهودية ليجد عريسا لابنته.
- «حكاية بسيطة» (סיפור פשוט, A Simple Story) الذي يتناول حياة اليهود في مدينة بوتشاتش حيث ولد.
- «أمس وأول من أمس» (תמול שלשום, Yesterday) الذي يتناول حياة اليهود في فلسطين في بداية القرن ال20.

تتميز لغة عجنون بأسلوب فريد من نوعه يتأثر من طبقات مختلفة في تاريخ اللغة العبرية، ولكنه تتأثر بشكل خاص من لغة الميشناه، مما يمثل تحديا أمام ناطقي العبرية الحديثة غير المعتادين غالبا على اللغة الأشبه بلغة التوراة. هناك معجم خاص بلغة عجنون أصدرته جامعة بار إيلان في رمات غان. وكانت الحركة الصهيونية من أهم العوامل المؤثرة عليه، حيث تأثر بأفكارها ودعا إليها، وكان من المطالبين بالاحتفاظ بالأراضي العربية المحتلة بعد حرب 1967.
ترك عجنون مخطوطات كثيرة غير منشورة، وقد اعتنت ابنته، «اموناه يارون»، بتحرير مخطوطاته ونشرها حيث زاد عدد كتبه الصادرة بعد وفاته على ما نشره في حياته. سلمت عائلته أرشيفه الشخصي للمكتبة الوطنية الإسرائيلية في غفعات رام (تلة الشيخ بدر) بمدينة القدس.

## جوائز وتكريم
- فاز عجنون مرتين بجائزة بياليك للآداب من بلدية تل أبيب في 1934 و1950
- ثم فاز مرتين بجائزة إسرائيل للآداب، وهي أرفع جائزة تمنح لعلماء وأدباء (من مواطني الدولة) في 1954م و1958م.
- عام في 1966 قررت الأكاديمية السويدية أن تمنح له جائزة نوبل للآداب مناصفة مع الكاتبة اليهودية السويدية نيلي زاكس.
- عام 1985 وُضعت صورته على ورقة الـ50 شيكل الجديد من العملة الإسرائيلية.
- أطلق اسمه على شارع قريب من مكان سكنه في القدس، وأيضا في مسقط رأسه في أوكرانيا.
- حولت بلدية القدس الإسرائيلية منزله إلى مركز ثقافي مفتوح للزوار، وفيه مكتبته الشخصية، وتعقد هناك فعاليات ثقافية متنوعة.[3]

## روابط خارجية
- شموئيل يوسف عجنون على موقع IMDb (الإنجليزية)
- شموئيل يوسف عجنون على موقع الموسوعة البريطانية (الإنجليزية)
- شموئيل يوسف عجنون على موقع مونزينجر (الألمانية)
- شموئيل يوسف عجنون على موقع إن إن دي بي (الإنجليزية)
- شموئيل يوسف عجنون على موقع قاعدة بيانات الفيلم (الإنجليزية)